# Iwan Fiodorow (lotnik)
Iwan Jewgrafowicz Fiodorow (ros. Иван Евграфович Фёдоров; ur. 23 lutego 1914 w Charkowie, zm. 12 lutego 2011 w Moskwie) – radziecki lotnik wojskowy, pilot doświadczalny, pułkownik lotnictwa, Bohater Związku Radzieckiego (1948).

## Życiorys
Był narodowości rosyjskiej. Od 1918 mieszkał w Ługańsku, do 1928 skończył 5 klas szkoły, w 1930 wieczorowy rabfak (fakultet robotniczy) przy Donieckim Instytucie Edukacji Narodowej, w 1931 szkołę uniwersytetu fabryczno-zawodowego, a w 1932 pierwszy kurs Ługańskiego Instytutu Pedagogicznego. Pracował w ługańskiej fabryce parowozów, poza tym latał na szybowcach.
Od lutego 1932 służył w Armii Czerwonej, w sierpniu 1932 ukończył ługańską wojskową szkołę lotniczą, był pilotem i dowódcą klucza w eskadrze w Żytomierzu. Od maja 1937 do stycznia 1938 jako lotnik grupy myśliwskiej uczestniczył w wojnie domowej w Hiszpanii, wykonując ok. 150 lotów bojowych samolotem I-16, w walkach powietrznych strącił 2 samoloty frankistów. Po powrocie do ZSRR został dowódcą samodzielnego oddziału lotniczego, potem pomocnikiem dowódcy i dowódcą pułku lotnictwa myśliwskiego w Żytomierzu, w 1939 ukończył wyższe doskonalące kursy lotnicze w Lipiecku, później dowodził pułkiem lotniczym w Wielkich Łukach, od maja do października 1940 był lotnikiem doświadczalnym fabryki lotniczej nr 21 w mieście Gorki (obecnie Niżny Nowogród), testując myśliwce. W listopadzie 1940 został komenderowany do Chin, w mieście Urumczi został szefem stacji testów lotniczych, w maju 1941 po wypadku pilota doświadczalnego C. Wiktorowa odwołano go z funkcji, w lutym 1942 wrócił do fabryki nr 21 w Gorkim, gdzie testował myśliwce ŁaGG-3. Od maja 1942 uczestniczył w wojnie z Niemcami na Froncie Kalinińskim jako starszy inspektor techniki pilotażu Zarządu 3. Armii Powietrznej, później dowódca grupy lotników w 3. Armii Powietrznej, od października do grudnia 1942 dowódca 157. pułku lotnictwa myśliwskiego, a od grudnia 1942 do kwietnia 1943 dowódca 256. Dywizji Lotnictwa Myśliwskiego.
W 1943 ukończył kursy kadry dowódczej i otrzymał stopień pułkownika, od kwietnia 1943 do czerwca 1944 dowodził 273. Dywizją Lotnictwa Myśliwskiego, od czerwca 1944 do maja 1945 był zastępcą dowódcy 269. Dywizji Lotnictwa Myśliwskiego, walczył na Froncie Centralnym (od kwietnia do października 1943), Białoruskim (od października 1943 do lutego 1944), 1. Białoruskim (od lutego do czerwca 1944), 3. (od czerwca do października 1944) i 2. Nadbałtyckim oraz 2. Białoruskim (od listopada 1944 do maja 1945), biorąc udział w operacji rżewsko-syczewskiej, rżewsko-wiaziemskiej, orłowskiej, czernihowsko-prypeckiej, homelsko-rzeczyckiej, pskowsko-ostrowskiej, tartuskiej, ryskiej, mławsko-elbląskiej, pomorskiej i berlińskiej. Podczas całej wojny wykonał 118 lotów bojowych i stoczył 15 walk powietrznych, w których strącił osobiście 8 i w grupie 2 samoloty wroga.
Od września 1945 do września 1949 był pilotem doświadczalnym Specjalnego Biura Konstruktorskiego (OKB) im. Ławoczkina, testując samoloty, w 1949 ukończył kursy przy Szkole Lotników Doświadczalnych. Od września 1949 do lipca 1950 był pilotem doświadczalnym OKB-1 w Dubnej, od lipca 1950 do grudnia 1953 pilotem doświadczalnym w instytucie naukowo-badawczym, w marcu 1954 został zwolniony do rezerwy.
Pracował w redakcji pisma „Mieżdunarodnaja Żyźń”, później był referentem w Zarządzie Spraw Ministerstwa Spraw Zagranicznych ZSRR, 1960–1963 pracował w Ambasadzie ZSRR w Tunezji, potem do 1974 był referentem Ministerstwa Spraw Zagranicznych. Mieszkał w Chimkach, a od połowy lat 60. w Moskwie.

## Odznaczenia
- Złota Gwiazda Bohatera Związku Radzieckiego (5 marca 1948)
- Order Lenina (5 marca 1948)
- Order Honoru (10 sierpnia 2004)
- Order Czerwonego Sztandaru (czterokrotnie, 28 października 1937, 3 marca 1938, 31 lipca 1948 i 13 czerwca 1952)
- Order Aleksandra Newskiego (16 grudnia 1943)
- Order Wojny Ojczyźnianej I klasy (czterokrotnie, 5 stycznia 1943, 6 czerwca 1945, 20 września 1947 i 11 marca 1985)
- Order Wojny Ojczyźnianej II klasy (14 października 1944)
- Order Czerwonej Gwiazdy (30 kwietnia 1947)
- Medal „Za zasługi bojowe” (3 listopada 1944)

I inne.